# ۶۵۲ (میلادی)
سال ۶۵۲  یک سال کبیسه بود که از روز یکشنبه در تقویم ژولیانی آغاز می‌شد. عدد ۶۵۲ برای این سال از اوایل قرون وسطی، زمانی که تقویم آنو دومینی به روش رایج در اروپا برای نامگذاری سال‌ها تبدیل شد، مورد استفاده قرار می‌گرفت.

## رویدادها[۱]
- استقلال کشور خزرستان.

بر اساس مکان
اروپا
- شاه روتاری پس از ۱۶ سال سلطنت درگذشت و پسرش رودوالد به عنوان پادشاه لومباردها جانشین او شد.

بریتانیا
- پادشاه پندا از مرسیا به برنیسی حمله می‌کند و پادشاه اوسویو را در بامبورگ، در شمال شرقی انگلستان، محاصره می‌کند.

امپراتوری عرب
- جنگ اعراب و بیزانس: ناوگان اعراب به فرماندهی عبدالله بن سعد، ناوگان بیزانس (۵۰۰ کشتی) را در سواحل اسکندریه شکست می‌دهد.

- محاصره دنقله: ارتشی از راشدین (۵۰۰۰ نفر) به فرماندهی عبدالله بن سعد، دنقله را در پادشاهی ماکوریا (سودان امروزی) محاصره می‌کند.

- عثمان بن عفان پیمانی (باقت) بین مسیحیان نوبی و مسلمانان مصر برقرار می‌کند که به مدت شش قرن ادامه دارد و شامل خراج سالانه ۴۰۰ برده می‌شود.

- عبدالرحمن بن عوف، صحابه حضرت محمد، در زمان مرگش ۳۰۰۰۰ برده را آزاد می‌کند (تاریخ تقریبی).

آسیا
- ثبت جمعیت در ژاپن انجام می‌شود. پنجاه خانه به عنوان یک شهرک در نظر گرفته می‌شوند و برای هر شهرک یک ریش سفید منصوب می‌شود. همه خانه‌ها برای حفاظت متقابل در گروه‌های پنج نفره با هم مرتبط هستند و یک ریش سفید بر آنها نظارت دارد. این سیستم تا دوران جنگ جهانی دوم پابرجاست.

- غاز غول وحشی پاگودا در چانگ‌آن (شی‌آن امروزی) در دوران سلسله تانگ (چین) ساخته می‌شود. این بنا در همان سال، در زمان سلطنت امپراتور گائو زونگ، تکمیل می‌شود.

## زادروزها[۱]
- کلوتار سوم، پادشاه نوستریا و بورگوندی (درگذشته ۶۷۳)

- کنستانتین چهارم، امپراتور بیزانس (درگذشته ۶۸۵)

- لی هونگ، شاهزاده سلسله تانگ (درگذشته ۶۷۵)

## مرگ‌ها[۱]
- عباس بن عبدالمطلب عموی محمد، پیامبر اسلام. عباس سردودمان عباسیان بود.

- عبدالرحمن بن عوف، همراه حضرت محمد (تاریخ تقریبی)

- ابوسفیان بن حرب، رهبر عرب (متولد ۵۶۰)

- امرام، اسقف رگنسبورگ (تاریخ تقریبی)

- ایتای متز، بیوه پیپین لندن (متولد ۵۹۲)

- لی تای، شاهزاده سلسله تانگ (متولد ۶۱۸)

- اولمپیوس، کشیش راونا

- روتاری، پادشاه لومباردها